# Hvalpsund (Schiff, 1927)
Die dänische Eisenbahnfähre Hvalpsund verband ab 1927 mit einer Fährverbindung die Orte Hvalpsund auf Himmerland und Sundsøre auf Salling. Sie liegt heute als Wrack vor der Karibikinsel St. Martin.

## Geschichte

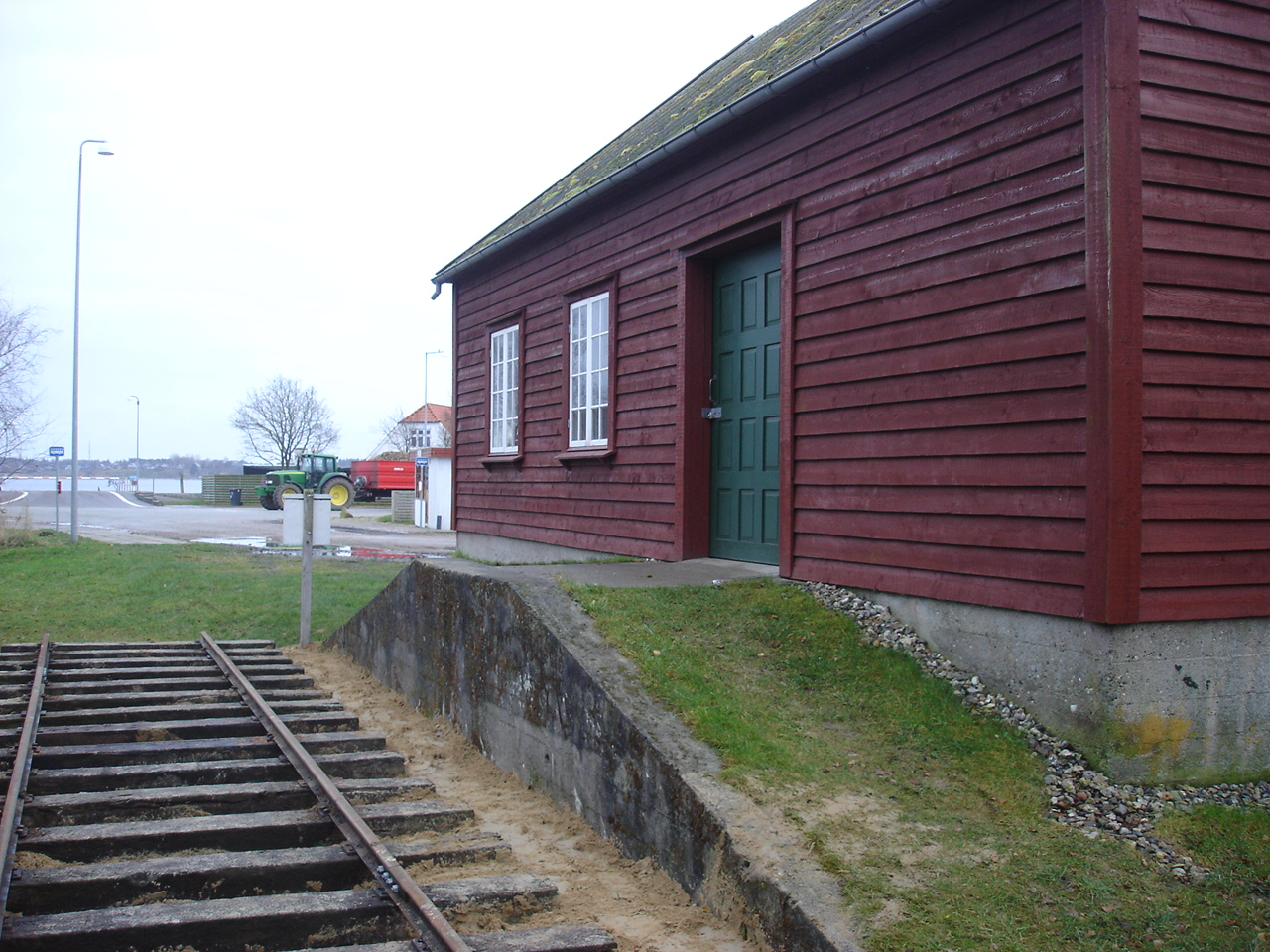
Der renovierte Güterschuppen am Hafen in Sundsøre

Am 23. April 1925 wurde mit einem Gesetz die Einrichtung der Eisenbahnfährverbindung vom Ort Hvalpsund über den Hvalpsund nach Sundsøre auf Salling beschlossen. Am 14. August 1925 erhielt die Aalborg-Hvalpsund Jernbaneselskab A/S (AHB) die Konzession für diese Verbindung. Diese Fährverbindung blieb die einzige Privatbahneisenbahnfähre in Dänemark.
Das Motorschiff der AHB mit Sitz in Aalborg wurde 1926 bei der Aalborg Værft in Aalborg in Auftrag gegeben. Die Fähre war Dänemarks kleinste Eisenbahnfähre und konnte vier Güterwagen oder 22 PKW befördern. Am 25. Mai 1927 wurden die Fähre und der kleine Güterbahnhof in Sundsøre mit Lager- und Warteraum in Betrieb genommen.
Für die Überfahrt benötigte die Fähre zwölf Minuten, es fanden in der Anfangszeit sieben Überfahrten in jede Richtung pro Tag statt.
Mit der kombinierten Fähre wurden nach Bedarf Güterwagen über den Hvalpsund befördert, der restliche Platz stand für den Autotransport zur Verfügung.

## Einstellung des Eisenbahnbetriebs
Die Überführung von Güterwagen über den Hvalpsund nahm nach dem Zweiten Weltkrieg stark ab. Als am 31. März 1969 die Bahnstrecke Aalborg–Hvalpsund eingestellt wurde, endete die Trajektierung von Güterwagen.
Die Fährlinie wurde von den beiden Anliegergemeinden durch die dafür gegründete Gesellschaft Interessentskabet Louns-Alstrup Kommune og Thise Kommune in Hvalpsund übernommen. Während die Schienen auf dem Schiff erhalten blieben und nur die Rillen verschlossen wurden, erfolgte 1970 eine Modernisierung der Hvalpsund, bei der ein 4-Zylinder-Viertakt-Dieselmotor von Åbenrå-Motorfabrik, Heinrich Callesen A/S mit 320 PS eingebaut wurde. Bis 1980 blieb das Schiff als Autofähre in Betrieb.

## Verkauf
1980 wurde das Schiff aufgelegt und von J. Breijnberg Staaling in Viborg zur Verwertung übernommen. 1981 erfolgten kleinere Umbauten bei Aabenraa Verft, danach wurde das Schiff unter dem neuen Namen Hvalp nach Anguilla / British West Indies überführt.
Bis 1991 war die Hvalp für die Reederei K. O’Harrigan in Nassau (Bahamas) als Inselfähre und Transportschiff im Einsatz, bis sie 1991 südlich von Sint Maarten (Niederländische Antillen) versank. Das Wrack liegt als Taucherziel an einem Riff (18° 0′ N, 63° 0′ W).